# シェパーズパイ

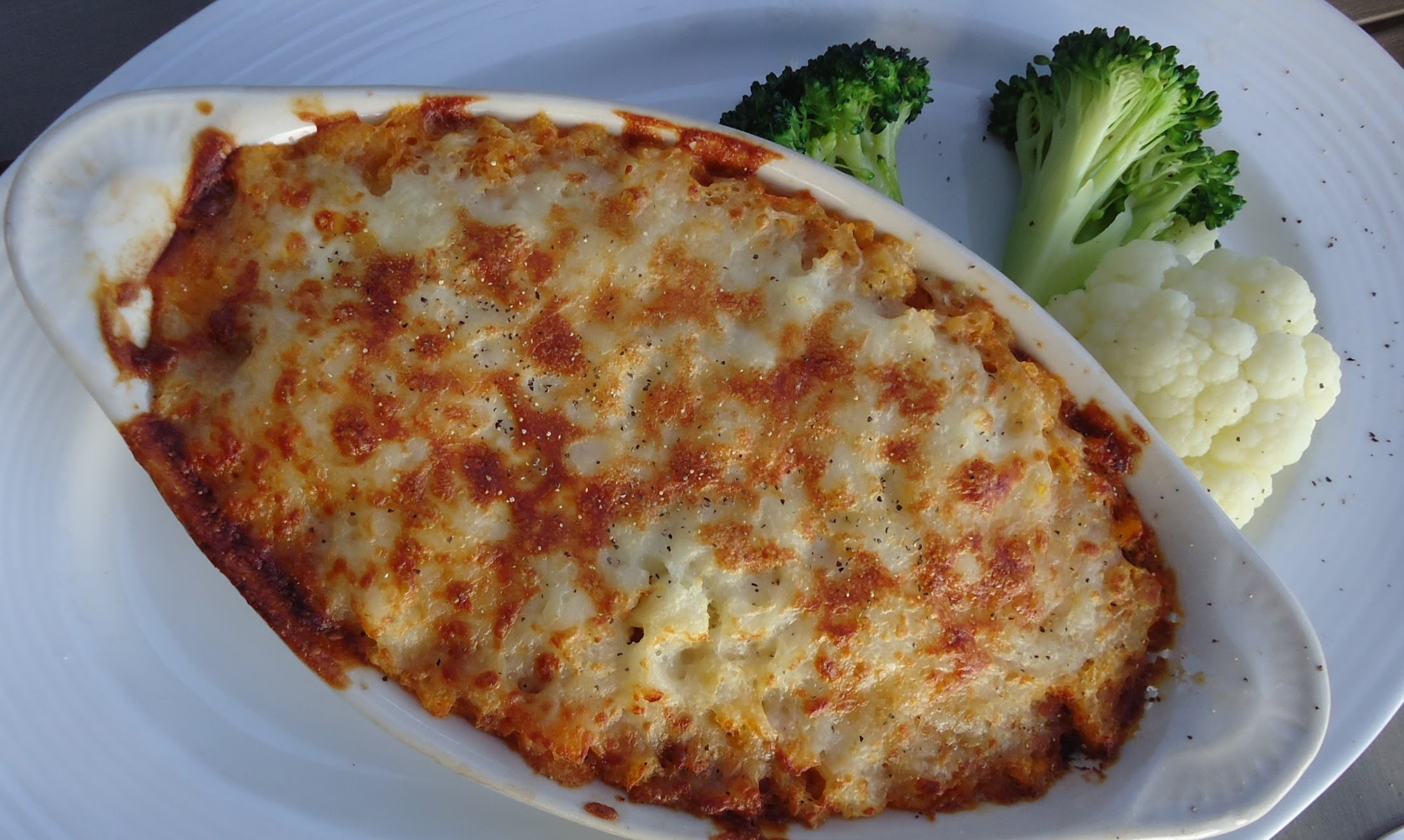
コテージパイ

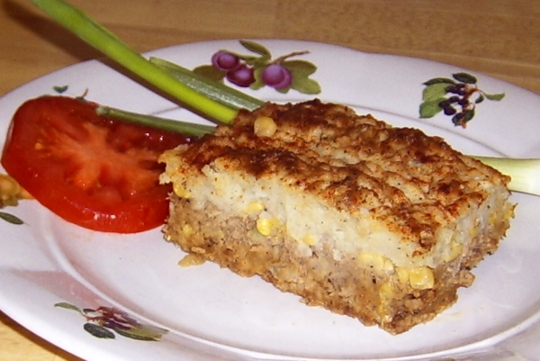
コテージパイ

シェパーズパイ（英: shepherd's pie）またはコテージパイ（英: cottage pie）とは、マッシュポテトでできたパイ皮と牛肉または羊肉で作るイギリスのミートパイである。

## 語源
コテージパイという言葉は1791年、貧困層が入手できる穀物としてジャガイモが普及した頃に使用されている（「コテージ」は、農業従事者の質素な住居より）。
初期の料理本では、この料理はローストした各種肉の残りものを使用する手段であり、このパイ料理はマッシュポテトのパイ皮のように、マッシュポテトに添えて作られた。
「シェパーズパイ」という言葉は1870年代まで使われず、それまでは具が牛肉・羊肉のいずれかにかかわらず「コテージパイ」と同義であった。現代では一般的に「シェパーズパイ」では羊肉（マトン、ラム）を使う。これは羊飼い（シェパード）は羊の番をし、牛ではないことからと推測されるが、これは通俗語源の一例である。
日本語では、「シェファーズパイ」とする表記も用いられる。

## 種類
- オーストラリアにはコテージパイの一種であるミートパイがある。マッシュポテトの層が、通常のパイ皮である。ニュージーランドでは、この上にジャガイモを添え、ポテトパイと呼ぶ。
- アメリカ合衆国では、類似する料理をカウボーイパイと呼ぶ。ニューイングランドでは、牛挽肉、クリームコーン缶、マッシュポテトを使うシェパーズパイのレシピが一般的である。
- ケベック州では、類似する料理がパテシノワ (Pâté chinois) （中国のパイ）と呼ばれる。
- フランスでは、類似する料理がアッシパルマンティエ (Hachis Parmentier) と呼ばれる（パルマンティエはジャガイモをフランスに広めた農学者。アッシは挽肉料理）。
- ベジタリアンは、肉の代わりに大豆を使う。
- ヨルダン、シリア、レバノン、およびパレスチナでは、類似する料理がキッベ・バタタと呼ばれる。
- ロシアでは、類似する料理がカルトーフェリナヤ・ザペカンカ（Картофельная запеканка ＝「ポテト・グラタン」の意）と呼ばれる。